# Milkesa Mengesha
Milkesa Mengesha (16 aprile 2000) è un maratoneta e mezzofondista etiope.

## Palmarès
| Anno | Manifestazione    | Sede     | Evento       | Risultato | Prestazione | Note |
| ---- | ----------------- | -------- | ------------ | --------- | ----------- | ---- |
| 2017 | Mondiali U18      | Nairobi  | 3000 m piani | 4º        | 7'55"29     |      |
| 2019 | Mondiali di cross | Aarhus   | Corsa U20    | Oro       | 23'52"      |      |
| 2019 | Mondiali di cross | Aarhus   | A squadre    | Oro       | 18 p.       |      |
| 2021 | Giochi olimpici   | Tokyo    | 5000 m piani | 10º       | 13'08"50    |      |
| 2023 | Mondiali          | Budapest | Maratona     | 6º        | 2h10'43"    |      |

## Campionati nazionali
2018
- Argento ai campionati etiopi under-20, 5000 m piani - 13'56"49

2019
- 4º ai campionati etiopi, 10000 m piani - 28'49"2

2021
- Bronzo ai campionati etiopi, 5000 m piani - 13'40"1

2022
- Argento ai campionati etiopi, 10000 m piani - 28'27"3

## Altre competizioni internazionali
2019
- 14º alla Mezza maratona di Copenaghen ( Copenaghen) - 1h01'46"
- Oro al Giro Media Blenio ( Dongio) - 27'47"
- 18º al Golden Gala ( Roma), 5000 m piani - 13'25"74
- 13º ai Bislett Games ( Oslo), 3000 m piani - 7'49"23

2021
- 6º alla Mezza maratona di Lisbona ( Lisbona) - 59'48"

2022
- 7º alla Maratona di Valencia ( Valencia) - 2h05'29"
- Oro alla Mezza maratona di Copenaghen ( Copenaghen) - 58'58"
- Argento al Prefontaine Classic ( Eugene), 5000 m piani - 13'01"11
- 10º al Golden Gala ( Roma), 5000 m piani - 13'02"42
- 5º ai Bislett Games ( Oslo), 5000 m piani - 13'05"94

2023
- Oro alla Maratona di Taegu ( Taegu) - 2h06'49"
- 6º alla World 10K Bangalore ( Bangalore) - 28'41"

2024
- Oro alla Maratona di Berlino ( Berlino) - 2h03'17"

2025
- 10º alla Maratona di Londra ( Londra) - 2h09'01"